# AUF – Partei für Arbeit, Umwelt und Familie
Die AUF – Partei für Arbeit, Umwelt und Familie – Christen für Deutschland (Kurzbezeichnung: AUF) war eine 2008 gegründete deutsche Kleinpartei, die sich politisch als christlich verstand. Sie ging im März 2015 in Bündnis C – Christen für Deutschland auf.

## Inhaltliches Profil
Inhaltlich wies die sich als christlich bezeichnende Partei programmatisch wie auch personell vor allem ein sozial- und wirtschaftspolitisches Profil auf: Insbesondere sollten Grundwerte der sozialen Marktwirtschaft wie Eigenverantwortung, Leistungsbereitschaft, Dezentralität und unternehmerische Kreativität gestärkt werden. Die Partei warb zudem für mehr „Flexibilität“ am „normalen Arbeitsmarkt“ wie etwa beim Kündigungsschutz oder den Tarifbedingungen. Sie forderte eine attraktivere Gestaltung für Existenzgründungen und ein Grundeinkommen durch ein Kombilohn-Modell.
Weiter trat sie für ein Erziehungsgehalt mit Rentenanspruch ein, um nichterwerbstätige Elternteile mit Erwerbstätigen finanziell gleichzustellen. Durch Senkung von Lohnnebenkosten sollten für Arbeitgeber Anreize geboten werden, Arbeitsplätze zu schaffen. Existenzgründungen sollten gefördert und vereinfacht werden.
Die AUF betonte in ihrer politischen Orientierung die Maßstäbe „jüdisch-christlicher Ethik“, da deren Fehlen sowohl zum Verlust sozialer Verantwortung und wirtschaftlicher Eigenverantwortung beitrage, als auch eine „Gefährdung der natürlichen Lebensgrundlagen und des ökologischen Gleichgewichts […] durch rücksichtslose Ausbeutung natürlicher Ressourcen“ mit sich bringe. AUF plädierte dafür, Deutschland bis zum Jahr 2030 unabhängig vom Import fossiler Brennstoffe zu machen. Den Ausbau der Kernenergie lehnte sie ab. Der Bundesarbeitskreis „Lebensrecht“ der AUF-Partei war Mitglied im Bundesverband Lebensrecht, der unter anderem gegen den Schwangerschaftsabbruch eintritt.
Nach Einschätzung von Eike Sanders, Ulli Jentsch und Felix Hansen war die AUF-Partei „christlich-fundamentalistisch“ geprägt. Sie habe für eine „rigide Anti-Abtreibungspolitik“ gestanden und „homo- und transfeindliche Positionen gegen Gleichstellungspolitik und Sexualaufklärung“ vertreten. Bei Wahlkämpfen wurde sie regelmäßig von „bekannteren Lebensschützern“ wie Gabriele Kuby und Martin Lohmann unterstützt.

## Geschichte
2006 gab es in Deutschland von drei christlichen Kleinparteien – Partei Bibeltreuer Christen (PBC), Deutsche Zentrumspartei (ZENTRUM), Ökologisch-Demokratische Partei (ÖDP) – ein Bestreben zur Zusammenarbeit, dem der Lenkungskreis „Aufbruch 2009“ offiziell Ausdruck verlieh. Hier wurde das Konzept verfolgt, mit den genannten Parteien und weiteren Einzelpersonen und Gruppierungen eine neue christlich-soziale Partei zu gründen. Ein Zusammenschluss wurde aber von Zentrum und ÖDP nicht befürwortet und auf dem Parteitag der PBC vom Dezember 2007 abgelehnt.
Am 26. Januar 2008 erfolgte die Gründung der „Partei für Arbeit, Umwelt und Familie – Christen für Deutschland“ (AUF) in Berlin. Zum Bundesvorsitzenden wurde der vorherige Bundesvorsitzende der PBC Walter Weiblen gewählt, je ein stellvertretender Bundesvorsitzender war zuvor in der Zentrumspartei und der ödp aktiv. Die Deutsche Zentrumspartei (ZENTRUM) und die Partei Bibeltreuer Christen (PBC) nahmen zur Gründung der konkurrierenden Partei zunächst mit Bedauern Stellung. Die Mehrheit der Funktionsträger der AUF setzte sich ihrer Geschichte gemäß zunächst aus ehemaligen Mitgliedern der PBC, der Zentrumspartei und der ÖDP zusammen; es fanden sich auf Landesverbandsebene aber auch einige ehemalige Mitglieder der CDU wieder, so mit Andreas Weidling der Vorsitzende des Landesverbandes Baden-Württemberg.
Walter Weiblen trat im November 2008 zurück. Am 17. Januar 2009 wurde Peter Schneider, der zuvor führende Positionen bei der ÖDP innehatte, als sein Nachfolger gewählt. Der ordentliche Bundesparteitag am 4./5. Januar 2010 in Fulda wählte als neuen Bundesvorsitzenden den bisherigen Bundesschatzmeister Dieter Burr. Zu seinen Stellvertretern wurden der Nürnberger Unternehmer Mathias Scheuschner sowie der Chemiker Markus Widenmeyer aus Schönaich gewählt.
Seit 2010 wurde verstärkt auf eine Zusammenarbeit von AUF und PBC hingearbeitet („Bündnis C“), da sich beide Parteien kaum im Inhalt unterscheiden und Kräfte bündeln wollen. Die fusionierte Partei sollte den Namen Bündnis C tragen. Im November 2013 wurde die geplante Fusion bis auf Weiteres verschoben. In diesem Zusammenhang kam es 2013 in Nordrhein-Westfalen zu einer Abspaltung unter dem Namen Aufbruch C. Zwischenzeitlich fanden auch wieder Gespräche mit der Zentrumspartei statt. Der gemeinsame Bundesparteitag von AUF und PBC am 28. März 2015 in Fulda hat den Weg zu einem Bündnis C – Bündnis Christen für Deutschland frei gemacht.

## Teilnahme an bundesweiten Wahlen

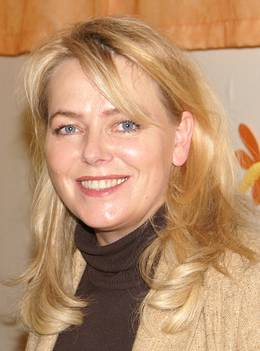
Eva Herman, prominenteste Rednerin bei Wahlveranstaltungen

Zur Europawahl 2009 schloss die Partei ein Wahlbündnis mit der Libertas und organisierte Wahlveranstaltungen mit Eva Herman und dem Publizisten Martin Lohmann. Sie erzielte ein Ergebnis von knapp 38.000 Stimmen, was einem Stimmenanteil von 0,1 % entsprach.
Bei den Bundestagswahlen 2009 und 2013 trat die Partei nicht an.
Ein weiterer prominenter Unterstützer der Partei war der Journalist Franz Alt.
Bei der Europawahl 2014 erzielte die Partei mit Spitzenkandidatin Christa Meves ein Ergebnis von 50.953 Stimmen und 0,2 %.

## Teilnahme an Landtagswahlen
Am 30. März 2010 wurde die Landesliste der AUF-Partei zur Landtagswahl in Nordrhein-Westfalen vom 9. Mai 2010 zugelassen. Es war die erste Teilnahme der AUF-Partei bei einer Landtagswahl. Landesweit gaben insgesamt 5.243 Wähler (0,1 %) der AUF-Partei ihre Zweitstimme. Im Wahlkreis Lippe III trat Jens Köhler, Stadtrat der AUF-Partei in Detmold, als Direktkandidat an und erhielt dabei 1,5 % der Erststimmen; 1,2 % der Zweitstimmen entfielen in seinem Wahlkreis auf die AUF-Partei.
Für die Landtagswahl in Baden-Württemberg am 27. März 2011 wurde die AUF-Partei in 15 von 70 Wahlkreisen zugelassen, in denen sie 0,6 bis 1,6 % der Stimmen erreichte. In all diesen 15 Wahlkreisen erzielte AUF damit bessere Ergebnisse als die Kleinparteien, aus denen sie hervorging. Das Gesamtergebnis der AUF-Partei betrug auf Landesebene mit 10.421 Stimmen 0,2 %.
Bei der Landtagswahl in Mecklenburg-Vorpommern am 4. September 2011 erreichte AUF 0,2 % der Stimmen und positionierte sich damit auf einem niedrigen Niveau vor ihren Herkunftsparteien PBC und ÖDP, die jeweils 0,1 % erzielten. Am besten schnitt die AUF-Partei im Wahlkreis Güstrow I mit einem Ergebnis von 1,1 % ab.
Für die vorgezogene Landtagswahl in Nordrhein-Westfalen am 13. Mai 2012 wurde AUF am 14. April 2012 zugelassen; sie war damit flächendeckend mit der Zweitstimme wählbar. Die Landesliste führte der stellvertretende Landesvorsitzende Horst Schulze an. In fünf der 128 Wahlkreise trat AUF – in den Gebieten Bielefeld und Lippe – auch mit Direktkandidaten an. Hier erreichte sie zwischen 0,5 und 1,4 % der Erststimmen bzw. zwischen 0,4 und 1,8 % der Zweitstimmen. Landesweit holte die Partei 10.224 Stimmen und wieder 0,1 %.

## Wahlergebnisse

### Europawahlen
| Europawahlergebnisse | Europawahlergebnisse | Europawahlergebnisse | Europawahlergebnisse |
| Jahr                 | Stimmenanzahl        | Stimmenanteil        |                      |
| -------------------- | -------------------- | -------------------- | -------------------- |
| 2009                 | 37.894               | 0,1 %                |                      |
| 2014                 | 51.048               | 0,2 %                |                      |

### Landtagswahlen
| Wahljahr | Baden-Württemberg | Mecklenburg-Vorpommern | Nordrhein-Westfalen |
| -------- | ----------------- | ---------------------- | ------------------- |
| 2010     |                   |                        | 0,1 %               |
| 2011     | 0,2 %             | 0,2 %                  |                     |
| 2012     |                   |                        | 0,1 %               |

## Vertretung in Kommunalparlamenten
In Mecklenburg-Vorpommern verfügte die AUF-Partei 2008 im Landkreis Güstrow über ein Kreistagsmandat, das 2011 in dem neu zugeschnittenen, größer gewordenen Landkreis Rostock gehalten wurde. Außerdem verfügte die Partei von 2009 an in Gemeindevertretungen im eben genannten Landkreis über drei Sitze: 2 Sitze in der Gemeinde Kuchelmiß (19,9 %) und einen Sitz in der ehemaligen Gemeinde Langhagen (8,3 %).
Im Saarland wurden bei der Kommunalwahl 2009 ein Sitz im Gemeinderat von Mettlach erreicht sowie in den Mettlacher Ortsteilen Tünsdorf (8,8 %) und Wehingen (43,3 %) ein bzw. vier Sitze im Ortsrat. Im Ortsrat von Wehingen wurde dabei die AUF-Partei die stärkste Partei. 2014 hielt die Partei den Gemeinderatssitz und die vier Sitze im Ortsrat von Wehingen.
In der hessischen Gemeinde Groß-Zimmern im Landkreis Darmstadt-Dieburg errang die AUF bei der Wahl zum Gemeinderat im März 2011 mit 2,2 % der Stimmen einen Sitz.

## Bundesvorsitzende
| Zeitraum                            | Name            |
| 26. Januar 2008 – November 2008     | Walter Weiblen  |
| 17. Januar 2009 – 4./5. Januar 2010 | Peter Schneider |
| 4./5. Januar 2010 – 17. Januar 2015 | Dieter Burr     |
| 17. Januar 2015 – 28. März 2015     | vakant          |

## Abspaltungen

### Aufbruch C
Im März 2013 wurde die Partei Aufbruch C – Christliche Werte für eine menschliche Politik gegründet. Sie verfolgt nach eigenen Angaben die gleichen Ziele wie die AUF-Partei. Bundesvorsitzender ist der für die AUF-Partei in den Detmolder Stadtrat gewählte Jens Köhler.